# Werder (Mellenthin)
Werder ist eine  unbewohnte deutsche Ostseeinsel im Gebiet der Gemeinde Mellenthin im Landkreis Vorpommern-Greifswald in Mecklenburg-Vorpommern. Sie liegt im Krienker See, einer fördeartigen Bucht des Achterwassers. Westlich der Insel befindet sich der Lieper Winkel.
Werder besitzt eine Fläche von weniger als vier Hektar. Die sehr flache Insel hat eine annähernd dreieckige Form mit einer südlichen Basis. Sie besteht aus einem kleinen, bewaldeten Geestkern, umgeben von mit Schilfrohr bewachsenen Uferregionen. Werder steht nicht unter Naturschutz.